# Sebastiano del Piombo
Sebastiano del Piombo, właśc. Sebastiano Luciani, zwany również Viniziano (ur. ok. 1485 przypuszczalnie w Wenecji, zm. 21 czerwca 1547 w Rzymie) – włoski malarz reprezentujący późny renesans.
Malował pod wpływem Uczeń Giovanniego Belliniego i Giorgiona. Dzięki poleceniu Agostina Chigiego i wsparciu Michała Anioła w 1511 roku przybył do Rzymu. Stał się jednym z najpopularniejszych portrecistów, pracujących w Rzymie w drugim i trzecim dziesięcioleciu XVI wieku. Współpracował z Rafaelem przy dekorowaniu Villi Farnesina.
W 1517 roku kardynał Giulio de Medici (późniejszy papież Klemens VII) zlecił Sebastianowi i Rafaelowi namalowanie obrazów o tematyce religijnej. Na skutek rywalizacji Sebastiano del Piombo namalował Wskrzeszenie Łazarza, a Rafael Przemienienie Pańskie. Pomimo rywalizacji obaj malarze darzyli się sympatią. Przypuszcza się, że del Piombo mógł pomagać Rafaelowi podczas prac nad Mszą Bolseńską.
Jego portrety charakteryzują się łączeniem wpływów malarzy Europy Północnej z inspiracjami Leonarda, Michałem Aniołem i Rafaela.

## Wybrane dzieła

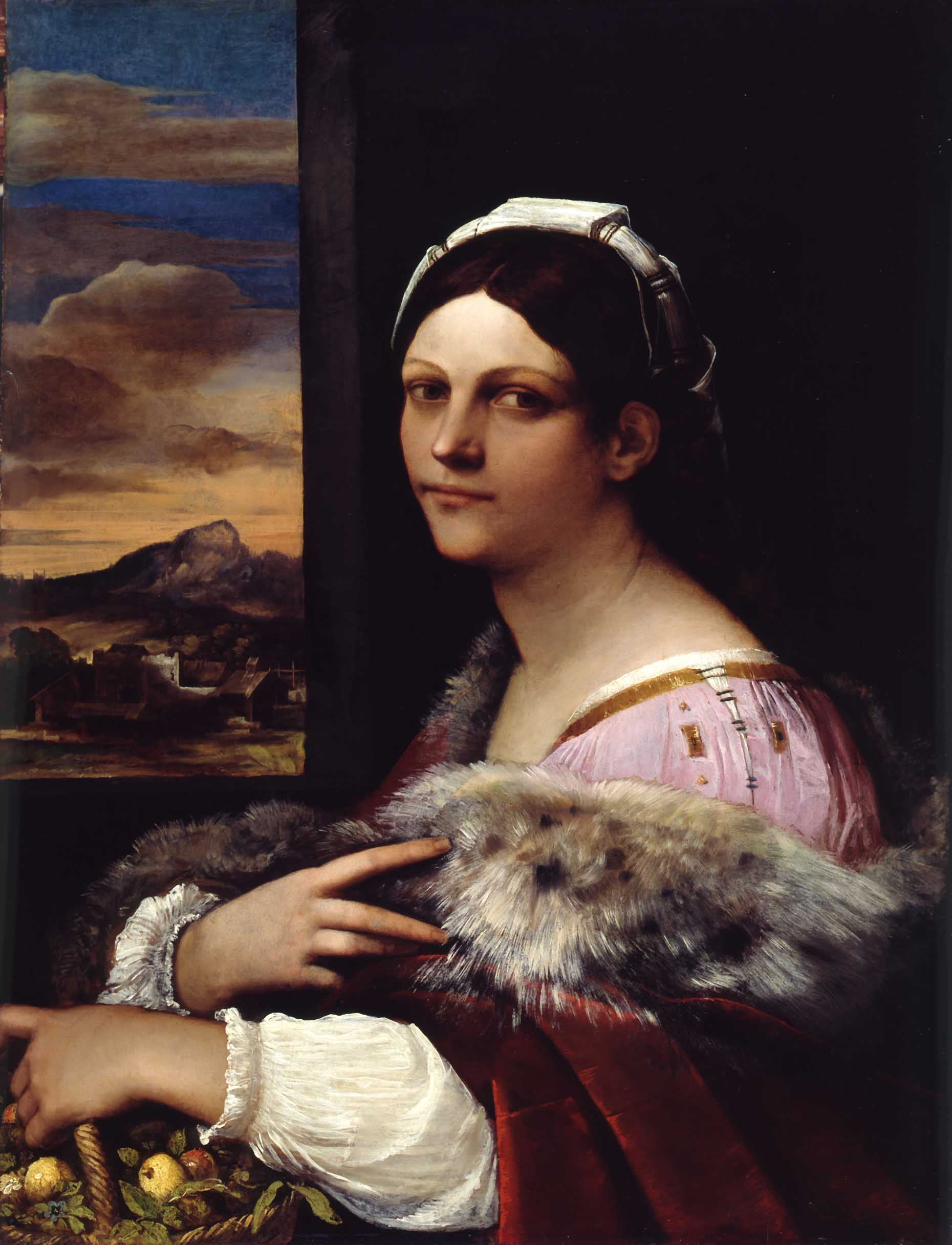
Dorotea

- Polifem (ok. 1509–1512, Villa Farnesina w Rzymie)[8]
- Kardynał Ferry Carondolet z sekretarzem (ok. 1512, Muzeum Thyssen-Bornemisza w Madrycie)[9]
- Dorotea (ok. 1513, Gemäldegalerie w Berlinie)[10]
- Pietà (1516–1517 lub ok. 1517, Museo Civico w Viterbo)[2][11]
- Wskrzeszenie Łazarza (1518, National Gallery w Londynie)[6]
- Portret mężczyzny (ok. 1518, Muzeum Sztuk Pięknych w Budapeszcie)[1]
- Portret kardynała Antonio Ciocchi del Monte (ok. 1518, National Gallery of Ireland w Dublinie)[12]
- Salome (obraz, 1519, National Gallery w Londynie)[13]
- Portret kobiecy (ok. 1520, Museo de Bellas Artes w Barcelonie)[14]
- Klemens VII (1526, Museo e Gallerie Nazionali di Capodimonte w Neapolu)[2][15]
- Andrea Doria (ok. 1526, Palazzo del Principe w Genui)[2][16]

Sebastiano del Piombo jest również wymieniano jako jeden z możliwych autorów Portretu młodzieńca, tradycyjnie przypisywanego Rafaelowi.